# Guillaume-Bernhard de Muralt
Guillaume-Bernhard de Muralt, né le 19 avril 1737 à Berne et mort également à Berne le 18 septembre 1796, est un militaire suisse.

## Biographie
Né dans une famille noble du canton de Berne, il se destine dès son jeune âge à une carrière militaire, tout comme son père et son grand-père avant lui. Après avoir épousé Émilie-Élisabeth de Sinner de Ballaigues en 1757, il s'engage comme volontaire aux Gardes-suisses et participe, en octobre 1759 à l'expédition maritime de François Thurot destinée à descendre en Angleterre et qui se retrouvera finalement en Irlande.
Il rejoint ensuite le régiment d'Erlach au service de la France avec le grade de capitaine. Il est fait prisonnier pendant une bataille puis quitte le régiment en 1772 avec le grade de major et décoré de la croix du mérite militaire. Il rentre en Suisse et est nommé bailli de Gottstatt (dans le canton de Berne) en 1780.
En 1782, il reprend du service comme lieutenant-colonel des milices bernoises puis, en 1789, comme trésorier du Pays de Vaud, alors possession bernoise. Le 15 septembre 1790, il est nommé commandant des milices bernoises du pays de Vaud avec le grade de colonel.
À la suite de la déclaration de guerre entre la France et l'Autriche en 1792, la Suisse ordonne une mobilisation générale, en même temps qu'elle proclame sa neutralité dans le conflit. De Muralt est nommé général de l'armée suisse (c'est alors le troisième officier de tous les temps à porter ce titre), chargé de la défense des frontières et de la République de Genève alliée de la Suisse et menacée par les troupes françaises.
Après la guerre, il est nommé en 1796 président de la commission suisse de Paix avant de mourir le 18 septembre de la même année.

## Sources
- Charles Gos, Généraux suisses, Morges, Cabédita, coll. « Archives vivantes », 1990, 342 p. (ISBN 2-88295-031-4, BNF 35561956)Réimpression de l'édition de 1932